# ماثيو بارنابي
ماثيو بارنابي هو لاعب هوكي جليد كندي، ولد في 4 مايو 1973 في أوتاوا في كندا.

## وصلات خارجية
- ماثيو بارنابي على موقع دوري الهوكي الوطني (الإنجليزية)
- ماثيو بارنابي على موقع EliteProspects.com (الإنجليزية)
- ماثيو بارنابي على موقع HockeyDB.com (الإنجليزية)
- ماثيو بارنابي على موقع Hockey-Reference.com (الإنجليزية)